# XXXVI. Gebirgs-Korps (Wehrmacht)
Das Generalkommando XXXVI. Gebirgs-Armeekorps war ein deutsches Armeekorps der Wehrmacht im Zweiten Weltkrieg. Das Korps kämpfte größtenteils in Finnland an der nördlichsten Ostfront.

## Geschichte
Am 19. Oktober 1939 wurde aus dem Grenzschutz-Kommando Breslau (Gen. Kdo. Gienath) das Höhere Kommandos z.b.V. XXXVI gebildet, das 1940 den Grenzschutz Mitte in Ostpolen sicherte. Das Höhere Kommando XXXVI. wurde im Zuge des Unternehmen Barbarossa in XXXVI. Armeekorps umbenannt. Im Unternehmen Polarfuchs sollte das XXXVI. Armeekorps Ende Juni mit der 169. Infanterie-Division und der SS-Brigade Nord aus dem Raum Salla nach Osten gegen Kandalakscha angreifen, um die Bahnlinie nach Murmansk zu unterbrechen. Im Süden davon sicherte die finnische 3. Division, die in zwei Gruppen operierend, die Orte Kiestinki und Uchta einnehmen sollte. Beide Operationen erzielten nur geringe Geländegewinne, am Werman-Abschnitt konnte vor Wintereinbruch eine Dauer-Stellung eingerichtet werden.
Das XXXVI. Armeekorps wurde am 18. November 1941 in XXXVI. Gebirgs-Korps umbenannt, unterstellt waren in dieser Zeit die 169. Infanterie-Division und die finnische 6. Division.
Das Korps befand sich bis dann Herbst 1944 östlich von Salla in Lappland (Finnland) – ohne größere Kampfhandlungen – im Stellungskrieg. Die sowjetische  Offensive begann am 7. Oktober 1944 und fügte dem Korps schwere Verluste zu. Infolgedessen war dieses gezwungen, sich zurückzuziehen. Diese wurde Teil des Unternehmen Nordlicht, dem Generalrückzug der deutschen 20. Gebirgsarmee aus Lappland und Nordnorwegen. Während dieses Rückzugs musste das Korps sowohl gegen finnische als auch gegen sowjetische Truppen kämpfen. Der Rückzug ging über Kemijärvi nach Rovaniemi. Von dort ging es weiter über Ivalo nach Norwegen. Hier wurde am 20. Oktober 1944 das Korps beauftragt, die Südflanke des XIX. Gebirgs-Korps zu schützen. Doch schon bald musste das Korps unter dem Druck der Sowjets ausweichen und tat dies entlang der norwegisch-finnischen Grenze. Dieser Rückzug endete vorläufig in Lakselv. Das Korps blieb dann bis zur Kapitulation in Norwegen Besatzungsmacht.
Am 8. Mai 1945 kapitulierte das XXXVI. Gebirgs-Korps in Norwegen.

## Kommandeure
- General der Infanterie Hans Feige, Mai 1940 – November 1941
- General der Infanterie Karl Weisenberger, 29. November 1941 – 10. August 1944
- General der Gebirgstruppe Emil Vogel, August 1944 – Mai 1945